# Trogatha adusta
Trogatha adusta là một loài bướm đêm trong họ Noctuidae.